# Pir Jo Goth
Pir Jo Goth es una localidad de Pakistán, en la provincia de Sindh.

## Demografía
Según estimación 2010 contaba con 30454 habitantes.